# Denílson de Oliveira Araújo
Denílson de Oliveira Araújo, noto semplicemente come Denílson (Diadema, 24 agosto 1977), è un ex calciatore brasiliano, di ruolo attaccante.
Cresciuto nel San Paolo, nel 1997 si fa notare al Torneo di Francia, riuscendo a godere di popolarità planetaria e venendo considerato un fuoriclasse del panorama calcistico mondiale. Acquistato dal Betis nel 1998 per la cifra record di 21,5 milioni di sterline, che all'epoca ne fece il calciatore più costoso della storia, ha vestito anche le maglie di Flamengo, Bordeaux e Palmeiras, senza tuttavia tenere fede alle grandi aspettative suscitate inizialmente.
Con la sua nazionale ha vinto la Confederations Cup e la Copa América nel 1997 e ha preso parte a due Mondiali: Francia 1998 e Corea-Giappone 2002, dove si è laureato campione del mondo.

## Biografia
Nasce e cresce a Diadema, comune nei pressi della città di San Paolo.

### Nella cultura di massa
Nel 1997, assieme ai compagni della Seleçao, Denílson gira un celebre spot pubblicitario per la Nike durante il quale scarta diversi passeggeri in dribbling all'interno di un aeroporto.
Nel film Così è la vita del 1998, viene citato da Giovanni mentre prova a destreggiarsi in abilità calcistiche

## Caratteristiche tecniche
Fantasista mancino, descritto a inizio carriera come un fuoriclasse del calcio mondiale, dopo un brillante avvio di carriera non è riuscito ad esprimere del tutto il proprio potenziale.
Paragonato anche ai connazionali Garrincha, Zico e Rivelino, ricopriva generalmente il ruolo di ala sinistra. Indisciplinato tatticamente, era un calciatore elegante, dal fisico esile, agile, molto veloce, eccellente sia dal punto di vista atletico che da quello tecnico. Talentuoso dribblatore, era solito ripetere il doppio passo, suo marchio di fabbrica – tanto da esserne definito il migliore interprete –, in serie lunghissime al fine di ingannare i difensori avversari. Non era un finalizzatore e ha giocato spesso nel ruolo di centrocampista, pur in un'accezione prevalentemente offensiva.

## Carriera

### Club

#### San Paolo
Scoperto dal tecnico brasiliano Telê Santana, Denílson inizia la sua carriera con la maglia del San Paolo, formazione con la quale gioca dal 1994 al 1998, disputando in tutto 96 partite con 8 gol nel campionato brasiliano. Dopo aver avuto qualche problema di adattamento nel club paulista, al San Paolo esprime al massimo il suo talento, tanto da guadagnarsi la convocazione nella Seleção. Nel biennio 1997-1998 la sua carriera tocca il culmine, raggiungendo livelli di condizione fisica e popolarità che non si ripeteranno più negli anni successivi.

#### Real Betis e prestito al Flamengo
Il buon Mondiale disputato dal giocatore dà vita ad una vera e propria asta tra i maggiori club europei. Ad aggiudicarsela è il Betis: gli andalusi investono una cifra considerevole sul talentuoso brasiliano, versando nelle casse del San Paolo l'equivalente di 63 miliardi di lire (£ 21,5 milioni) e completando il trasferimento più costoso della storia. La formazione spagnola fissa la clausola rescissoria del contratto, della durata di 12 anni a una cifra per l'epoca esorbitante (750 miliardi di lire). Denílson percepisce l'equivalente di circa 6 miliardi di lire più bonus a stagione, diventando a sua volta il calciatore più pagato all'epoca, tuttavia in Andalusia non soddisfa a fondo le aspettative del pubblico e della dirigenza del club: sebbene il talento non sia in discussione, il suo caratteristico eccessivo individualismo e la poca concretezza sotto porta fanno del giocatore un elemento non decisivo per la sua squadra. L'impatto con il calcio europeo segna, quindi, un primo ridimensionamento della fama e della carriera del giocatore, comunque non aiutato da compagni di livello significativo.
La prima stagione in Spagna, 1998-1999, si conclude per Denílson con 35 presenze e 2 reti nella Liga. L'annata successiva, 1999-2000, si conclude con una clamorosa retrocessione del Real Betis. Denílson scende in campo 32 volte e realizza 3 gol. Viene dunque ceduto in prestito al Flamengo nella speranza che il ritorno in patria aiuti il giocatore a ritrovare i fasti degli anni precedenti. Nel secondo semestre del 2000 scende in campo undici volte con la maglia del club carioca, segnando tre reti nel campionato brasiliano. All'inizio del 2001 fa ritorno al Betis, dove contribuisce con le sue 21 presenze (e un gol) al ritorno nella Primera División dei biancoverdi.
Nel 2001-2002 gioca 34 gare nella Liga realizzando 3 reti. Gli anni successivi segnano la fine quasi definitiva delle sue velleità di passare ad un grande club. Essendo uscito nel frattempo anche dal giro della nazionale, stampa e pubblico internazionale si interessano gradualmente sempre meno alle sorti del calciatore.
In Spagna, nelle file del Real Betis, Denílson mette ancora in mostra giocate di classe, che spesso, tuttavia, si rivelano preziosismi poco utili alla causa della squadra. Nella stagione 2002-2003 disputa 25 incontri di Liga, segnando 2 gol, e 4 incontri (con una marcatura) di Coppa UEFA. L'ultima stagione degna di nota di Denílson in Spagna è quella 2003-2004, quando scende in campo 28 volte (2 reti) in campionato.
L'annata 2004-2005 è, probabilmente, la peggiore nella carriera europea del giocatore, che ha la possibilità di scendere in campionato solamente in dieci occasioni. Paradossalmente proprio in questa stagione vince la Coppa del Re, unico trofeo di Denílson nella lunga parentesi spagnola.

#### Bordeaux
Nell'estate 2005 firma con il Bordeaux. La squadra francese è reduce da una cattiva stagione, conclusasi con un assai modesto 15º posto a due punti dalla zona retrocessione, e vede nel desiderio di riscatto del brasiliano una grande opportunità per disputare un buon campionato. La cifra del trasferimento del calciatore ai francesi è di circa mezzo milione di euro, estremamente inferiore a quei 60 miliardi di lire che un fiducioso Betis aveva investito nel 1998.
Denílson crede nella possibilità di far ricredere Carlos Alberto Parreira e di poter, quindi, partecipare ai Mondiali. La stagione in Francia è abbastanza positiva sia per lui che per il Bordeaux, che conclude al 2º posto centrando la qualificazione alla UEFA Champions League. Le 31 partite disputate in Ligue 1 con 3 reti, giocate di alta classe che mandano in visibilio il pubblico francese e la soddisfazione di aver realizzato il goal più veloce nella storia del campionato transalpino non bastano a far ricredere Parreira e il suo staff, e Denílson deve rinunciare a disputare il suo terzo Mondiale. Anche in questa occasione, come in passato, alcuni rimproverano al giocatore la mancanza di continuità nel rendimento.

#### Al Nasr e Dallas
Nell'estate 2006, Denilson sottoscrive un contratto da 1,2 milioni di euro circa con i sauditi dell'Al-Nasr. Pur non avendo ancora compiuto 30 anni, il giocatore ha compiuto una scelta tipica dei giocatori nella fase finale della carriera. Nel campionato saudita la classe di Denílson risalta in modo particolare, ciononostante la sua esperienza è deludente. Conclude la stagione 2006-2007 con 15 presenze e 3 reti. Nell'agosto 2007 passa al Dallas, squadra della MLS. Debutta il primo settembre dello stesso anno in una sconfitta casalinga con il D.C. United (0-4) e nella settimana seguente va a segno su rigore contro il Toronto FC (2-0). Nonostante ciò, l'approccio del giocatore al nuovo campionato non è molto positivo: a parte una rete, delude le aspettative e, anche a causa della cattiva condizione fisica dimostrata, viene relegato in panchina. A inizio della stagione seguente, la società mostra di voler trattenere il giocatore solamente a patto di una riduzione di stipendio, che Denílson non accetta e alla fine del 2007 lascia gli Stati Uniti.

#### Palmeiras e prestito all'Itumbiara
Denílson fa ritorno in Brasile e, dopo alcune settimane di prova col Palmeiras (nelle quali impressiona favorevolmente l'allenatore Vanderlei Luxemburgo), nel febbraio 2008 firma, con la formazione di San Paolo, un contratto a rendimento della durata di un anno. Il giocatore torna, quindi, a giocare nella metropoli brasiliana, ma non nella squadra Tricolor che lo aveva lanciato a inizio carriera. L'obbiettivo dichiarato del calciatore è quello di ritrovare la forma migliore, anche grazie all'aiuto dell'esperto allenatore Luxemburgo. Con la sua nuova squadra, nel mese di maggio 2008, Denílson si toglie la soddisfazione di vincere il secondo Campionato Paulista della sua carriera. Non è titolare durante la competizione, ma presenzia in varie occasioni e ritrova la rete, su calcio di rigore. Nel campionato nazionale è sceso in campo 27 volte segnando 3 reti. Il giocatore lascia il Palmeiras mese di dicembre 2008, allo scadere del suo contratto.
Resta senza squadra per tre mesi, poi nel febbraio 2009 ha firmato un contratto trimestrale con la squadra dell'Itumbiara, militante nella terza divisione brasiliana del campionato dello Stato di Goiás.

#### Hải Phòng e Kavala
Successivamente, il trentunenne fantasista brasiliano ha raggiunto un accordo di sei mesi con i vietnamiti dell’Hải Phòng, per un compenso pari a $ 300.000 basato sulle prestazioni del giocatore. Dopo aver saltato le prime due partite, Denílson gioca solamente trenta minuti di campionato, segnando una rete contro l'Hoang Anh Gia Lai (sfida vinta 3-1) prima di uscire per infortunio a una gamba, decidendo di porre subito fine anche a quest'esperienza. Per questo unico incontro, percepisce uno stipendio pari a 17.000 dollari statunitensi.
Il 1º febbraio 2010 ha sottoscritto un contratto biennale con la squadra greca del Kavala. Il 16 aprile dello stesso anno, tuttavia, il calciatore ha rescisso il suo accordo senza giocare nemmeno un minuto, ritirandosi dall'attività agonistica.

### Nazionale
Con la Seleçao Denílson ha disputato, in tutto, 61 partite, segnando 9 gol tra il 1996 e il 2003. Con la maglia verde-oro ha preso parte alla Copa América 1997, vincendola, alla Confederations Cup 1997, vincendo anche questo torneo, alla Gold Cup 1998, ai Mondiali Francia 1998, alla Copa América 2001 e ai vittoriosi Mondiali Giappone-Corea 2002.
Debuttò nel novembre 1996 contro il Camerun. Nell’estate del 1997 il mondo intero ebbe modo di apprezzare il talento funambolico del giocatore nel Torneo di Francia,, un quadrangolare che voleva fungere da anteprima dei Mondiali francesi dell'anno successivo e che vedeva opposte nazionali di prestigio: Francia, Italia, Inghilterra e Brasile. Il Torneo viene ricordato, oltre che per una celebre punizione calciata da Roberto Carlos in Francia-Brasile, anche per la consacrazione internazionale di Denílson, i cui dribbling attirarono l'attenzione del pubblico in particolar modo nel match contro l'Italia.
Sempre nel 1997 prese parte alla Confederations Cup in Arabia Saudita (5 partite, un gol) e alla Copa América in Bolivia (5 partite, un gol), vincendo entrambe le competizioni da protagonista. Con i suoi scatti sulle fasce e la sua costanza nel fornire assist alla coppia offensiva Ronaldo-Romário:, al termine della Confederations Cup fu eletto miglior giocatore del torneo.
Nel 1998 partecipa ai Mondiali in Francia, calcando il terreno di gioco in tutte le 7 gare disputate dalla Seleção sconfitta in finale dalla Francia padrone di casa.
Con la maglia del Brasile partecipò alla Copa América 2001. L'edizione di quell'anno fu un vero fallimento per la Seleção, eliminata ai quarti di finale dal modesto Honduras, ripescato in sostituzione dell'Argentina, che non volle partecipare a causa della guerra in Colombia, che ospitava la manifestazione. Tuttavia Denílson diede un buon contributo, segnando 2 reti in 4 gare disputate.
L'annata positiva (sua e della sua squadra, che si qualificò per la Coppa UEFA) gli consentì di essere convocato dal commissario tecnico brasiliano Felipe Scolari per il Mondiale nippo-coreano dell'estate 2002. Nella Seleção non aveva più il ruolo significativo di quattro anni prima, ma riuscì comunque a scendere in campo per 5 volte (tutte da subentrato) e a laurearsi campione del mondo. Per Denílson fu una della ultime apparizioni con la maglia verde-oro del Brasile: nel 2003 Carlos Alberto Parreira, appena ritornato commissario tecnico, lo escluse dal giro della nazionale.

## Statistiche

### Presenze e reti nei club
| Stagione          | Squadra           | Campionato        | Campionato | Campionato | Coppe nazionali | Coppe nazionali | Coppe nazionali | Coppe continentali | Coppe continentali | Coppe continentali | Altre coppe | Altre coppe | Altre coppe | Totale | Totale |
| Stagione          | Squadra           | Comp              | Pres       | Reti       | Comp            | Pres            | Reti            | Comp               | Pres               | Reti               | Comp        | Pres        | Reti        | Pres   | Reti   |
| ----------------- | ----------------- | ----------------- | ---------- | ---------- | --------------- | --------------- | --------------- | ------------------ | ------------------ | ------------------ | ----------- | ----------- | ----------- | ------ | ------ |
| 1994              | San Paolo         | -                 | -          | -          | -               | -               | -               | -                  | -                  | -                  | CC          | 8           | 1           | 8      | 1      |
| 1995              | San Paolo         | A1/SP+A           | 28+18      | 3+1        | CB              | 5               | 0               | SS                 | 6                  | 1                  | CO          | 2           | 0           | 59     | 5      |
| 1996              | San Paolo         | SCP+A             | 30+18      | 5+3        | CB              | 1               | 0               | SS                 | 2                  | 0                  | CMCC+CO     | 1+1         | 0           | 53     | 8      |
| 1997              | San Paolo         | A1/SP+A           | 22+14      | 2+0        | CB              | 4               | 2               | SS                 | 5                  | 1                  | RJ-SP       | 4           | 0           | 49     | 5      |
| 1998              | San Paolo         | A1/SP             | 12         | 6          | CB              | 4               | 0               | -                  | -                  | -                  | RJ-SP       | 6           | 1           | 22     | 7      |
| Totale San Paolo  | Totale San Paolo  | Totale San Paolo  | 92+50      | 16+4       |                 | 14              | 2               |                    | 13                 | 2                  |             | 22          | 2           | 191    | 26     |
| 1998-1999         | Betis             | PD                | 35         | 2          | CR              | 2               | 0               | CU                 | 4                  | 0                  | -           | -           | -           | 41     | 2      |
| 1999-2000         | Betis             | PD                | 32         | 3          | CR              | 2               | 0               | -                  | -                  | -                  | -           | -           | -           | 34     | 3      |
| 2000              | Flamengo          | A                 | 11         | 3          | CB              | -               | -               | CMS                | 6                  | 1                  | -           | -           | -           | 17     | 4      |
| 2000-2001         | Betis             | SD                | 21         | 1          | CR              | 0               | 0               | -                  | -                  | -                  | -           | -           | -           | 21     | 1      |
| 2001-2002         | Betis             | PD                | 34         | 3          | CR              | 1               | 0               | -                  | -                  | -                  | -           | -           | -           | 35     | 3      |
| 2002-2003         | Betis             | PD                | 25         | 2          | CR              | 2               | 1               | CU                 | 4                  | 1                  | -           | -           | -           | 31     | 4      |
| 2003-2004         | Betis             | PD                | 29         | 2          | CR              | 3               | 1               | -                  | -                  | -                  | -           | -           | -           | 32     | 3      |
| 2004-2005         | Betis             | PD                | 10         | 0          | CR              | 2               | 0               | -                  | -                  | -                  | -           | -           | -           | 10     | 0      |
| lug. 2005         | Betis             | PD                | -          | -          | CR              | -               | -               | UCL                | 1                  | 0                  | SS          | 0           | 0           | 1      | 0      |
| Totale Real Betis | Totale Real Betis | Totale Real Betis | 186        | 13         |                 | 12              | 2               |                    | 9                  | 1                  |             | 0           | 0           | 207    | 16     |
| 2005-2006         | Bordeaux          | L1                | 31         | 3          | CF+CdL          | 1+1             | 0               | -                  | -                  | -                  | -           | -           | -           | 33     | 3      |
| 2006-2007         | Al-Nassr          | PL                | 15         | 3          | CP              | ?               | ?               | -                  | -                  | -                  | -           | -           | -           | 15+    | 3+     |
| 2007              | FC Dallas         | MLS               | 8+1        | 1+0        | USOC            | 1               | 0               | -                  | -                  | -                  | -           | -           | -           | 10     | 1      |
| 2008              | Palmeiras         | A1/SP+A           | 15+30      | 3+3        | CB              | 4               | 0               | CS                 | 6                  | 1                  | -           | -           | -           | 55     | 7      |
| 2009              | Itumbiara         | A                 | 0          | 0          | CB              | 1               | 0               | -                  | -                  | -                  | -           | -           | -           | 1      | 0      |
| 2009              | Hải Phòng         | A                 | 1          | 1          | -               | -               | -               |                    | -                  | -                  | -           | -           | -           | 1      | 1      |
| 2009-2010         | Kavala            | SL                | 0          | 0          | CG              | -               | -               | -                  | -                  | -                  | -           | -           | -           | 0      | 0      |
| Totale Carriera   | Totale Carriera   | Totale Carriera   | 440        | 50         |                 | 34+             | 4+              |                    | 34                 | 5                  |             | 22          | 2           | 530+   | 61+    |

### Cronologia presenze e reti in nazionale
| Cronologia completa delle presenze e delle reti in nazionale ― Brasile | Cronologia completa delle presenze e delle reti in nazionale ― Brasile | Cronologia completa delle presenze e delle reti in nazionale ― Brasile | Cronologia completa delle presenze e delle reti in nazionale ― Brasile | Cronologia completa delle presenze e delle reti in nazionale ― Brasile | Cronologia completa delle presenze e delle reti in nazionale ― Brasile | Cronologia completa delle presenze e delle reti in nazionale ― Brasile | Cronologia completa delle presenze e delle reti in nazionale ― Brasile |
| Data                                                                   | Città                                                                  | In casa                                                                | Risultato                                                              | Ospiti                                                                 | Competizione                                                           | Reti                                                                   | Note                                                                   |
| ---------------------------------------------------------------------- | ---------------------------------------------------------------------- | ---------------------------------------------------------------------- | ---------------------------------------------------------------------- | ---------------------------------------------------------------------- | ---------------------------------------------------------------------- | ---------------------------------------------------------------------- | ---------------------------------------------------------------------- |
| 13-11-1996                                                             | Curitiba                                                               | Brasile                                                                | 0 – 0                                                                  | Camerun                                                                | Amichevole                                                             | -                                                                      |                                                                        |
| 18-12-1996                                                             | Manaus                                                                 | Brasile                                                                | 1 – 0                                                                  | Bosnia ed Erzegovina                                                   | Amichevole                                                             | -                                                                      |                                                                        |
| 2-4-1997                                                               | Brasilia                                                               | Brasile                                                                | 4 – 0                                                                  | Cile                                                                   | Amichevole                                                             | -                                                                      |                                                                        |
| 8-6-1997                                                               | Lione                                                                  | Brasile                                                                | 3 – 3                                                                  | Italia                                                                 | Torneo di Francia                                                      | -                                                                      |                                                                        |
| 10-6-1997                                                              | Parigi                                                                 | Brasile                                                                | 1 – 0                                                                  | Inghilterra                                                            | Torneo di Francia                                                      | -                                                                      | 21’                                                                    |
| 16-6-1997                                                              | Santa Cruz de la Sierra                                                | Brasile                                                                | 3 – 2                                                                  | Messico                                                                | Coppa America 1997 - 1º turno                                          | -                                                                      | 46’                                                                    |
| 19-6-1997                                                              | Santa Cruz de la Sierra                                                | Brasile                                                                | 2 – 0                                                                  | Colombia                                                               | Coppa America 1997 - 1º turno                                          | -                                                                      |                                                                        |
| 22-6-1997                                                              | Santa Cruz                                                             | Brasile                                                                | 5 – 0                                                                  | Paraguay                                                               | Coppa America 1997 - Quarti di finale                                  | -                                                                      |                                                                        |
| 26-6-1997                                                              | Santa Cruz                                                             | Brasile                                                                | 7 – 0                                                                  | Perù                                                                   | Coppa America 1997 - Semifinale                                        | 1                                                                      |                                                                        |
| 29-6-1997                                                              | La Paz                                                                 | Brasile                                                                | 3 – 1                                                                  | Bolivia                                                                | Coppa America 1997 - Finale                                            | 1                                                                      |                                                                        |
| 10-8-1997                                                              | Seul                                                                   | Corea del Sud                                                          | 1 – 2                                                                  | Brasile                                                                | Amichevole                                                             | -                                                                      |                                                                        |
| 13-8-1997                                                              | Ōsaka                                                                  | Giappone                                                               | 0 – 3                                                                  | Brasile                                                                | Amichevole                                                             | -                                                                      |                                                                        |
| 10-9-1997                                                              | Salvador                                                               | Brasile                                                                | 4 – 2                                                                  | Ecuador                                                                | Amichevole                                                             | 1                                                                      |                                                                        |
| 9-10-1997                                                              | Belém                                                                  | Brasile                                                                | 2 – 0                                                                  | Marocco                                                                | Amichevole                                                             | 2                                                                      |                                                                        |
| 6-12-1997                                                              | Johannesburg                                                           | Sudafrica                                                              | 1 – 2                                                                  | Brasile                                                                | Amichevole                                                             | -                                                                      | 81’                                                                    |
| 12-12-1997                                                             | Riyad                                                                  | Arabia Saudita                                                         | 0 – 3                                                                  | Brasile                                                                | Conf. Cup 1997 - 1º turno                                              | -                                                                      | 74’                                                                    |
| 14-12-1997                                                             | Riyadh                                                                 | Australia                                                              | 0 – 0                                                                  | Brasile                                                                | Conf. Cup 1997 - 1º turno                                              | -                                                                      | 65’                                                                    |
| 16-12-1997                                                             | Riyadh                                                                 | Brasile                                                                | 3 – 2                                                                  | Messico                                                                | Conf. Cup 1997 - 1º turno                                              | 1                                                                      |                                                                        |
| 19-12-1997                                                             | Riyad                                                                  | Brasile                                                                | 2 – 0                                                                  | Rep. Ceca                                                              | Conf. Cup 1997 - Semifinale                                            | -                                                                      | 46’                                                                    |
| 21-12-1997                                                             | Riyad                                                                  | Brasile                                                                | 6 – 0                                                                  | Australia                                                              | Conf. Cup 1997 - Finale                                                | -                                                                      |                                                                        |
| 3-2-1998                                                               | Miami                                                                  | Giamaica                                                               | 0 – 0                                                                  | Brasile                                                                | Gold Cup 1998 - 1º turno                                               | -                                                                      |                                                                        |
| 5-2-1998                                                               | Miami                                                                  | Guatemala                                                              | 1 – 1                                                                  | Brasile                                                                | Gold Cup 1998 - 1º turno                                               | -                                                                      |                                                                        |
| 8-2-1998                                                               | Los Angeles                                                            | Brasile                                                                | 4 – 0                                                                  | El Salvador                                                            | Gold Cup 1998 - 1º turno                                               | -                                                                      | 31’                                                                    |
| 25-3-1998                                                              | Stoccarda                                                              | Germania                                                               | 1 – 2                                                                  | Brasile                                                                | Amichevole                                                             | -                                                                      | 81’                                                                    |
| 29-4-1998                                                              | Rio de Janeiro                                                         | Brasile                                                                | 0 – 1                                                                  | Argentina                                                              | Amichevole                                                             | -                                                                      | 69’                                                                    |
| 3-6-1998                                                               | Saint-Ouen                                                             | Andorra                                                                | 0 – 3                                                                  | Brasile                                                                | Amichevole                                                             | -                                                                      | 70’                                                                    |
| 10-6-1998                                                              | Saint-Denis                                                            | Brasile                                                                | 2 – 1                                                                  | Scozia                                                                 | Mondiali 1998 - 1º turno                                               | -                                                                      | 72’                                                                    |
| 16-6-1998                                                              | Nantes                                                                 | Brasile                                                                | 3 – 0                                                                  | Marocco                                                                | Mondiali 1998 - 1º turno                                               | -                                                                      | 87’                                                                    |
| 23-6-1998                                                              | Marsiglia                                                              | Brasile                                                                | 1 – 2                                                                  | Norvegia                                                               | Mondiali 1998 - 1º turno                                               | -                                                                      |                                                                        |
| 27-6-1998                                                              | Parigi                                                                 | Brasile                                                                | 4 – 1                                                                  | Cile                                                                   | Mondiali 1998 - Ottavi di finale                                       | -                                                                      | 65’                                                                    |
| 3-7-1998                                                               | Nantes                                                                 | Brasile                                                                | 3 – 2                                                                  | Danimarca                                                              | Mondiali 1998 - Quarti di finale                                       | -                                                                      | 64’                                                                    |
| 7-7-1998                                                               | Marsiglia                                                              | Brasile                                                                | 1 – 1 dts (4 - 2 dtr)                                                  | Paesi Bassi                                                            | Mondiali 1998 - Semifinale                                             | -                                                                      | 70’                                                                    |
| 12-7-1998                                                              | Saint-Denis                                                            | Brasile                                                                | 0 – 3                                                                  | Francia                                                                | Mondiali 1998 - Finale                                                 | -                                                                      | 46’                                                                    |
| 23-9-1998                                                              | São Luís                                                               | Brasile                                                                | 1 – 1                                                                  | Jugoslavia                                                             | Amichevole                                                             | -                                                                      | 82’                                                                    |
| 14-10-1998                                                             | Washington                                                             | Brasile                                                                | 5 – 1                                                                  | Ecuador                                                                | Amichevole                                                             | -                                                                      | 65’                                                                    |
| 18-11-1998                                                             | Fortaleza                                                              | Brasile                                                                | 5 – 1                                                                  | Russia                                                                 | Amichevole                                                             | -                                                                      | 67’                                                                    |
| 5-6-1999                                                               | Salvador                                                               | Brasile                                                                | 2 – 2                                                                  | Paesi Bassi                                                            | Amichevole                                                             | -                                                                      | 62’                                                                    |
| 8-6-1999                                                               | Goiânia                                                                | Brasile                                                                | 3 – 1                                                                  | Paesi Bassi                                                            | Amichevole                                                             | -                                                                      | 73’                                                                    |
| 23-5-2000                                                              | Cardiff                                                                | Galles                                                                 | 0 – 3                                                                  | Brasile                                                                | Amichevole                                                             | -                                                                      | 71’                                                                    |
| 27-5-2000                                                              | Londra                                                                 | Inghilterra                                                            | 1 – 1                                                                  | Brasile                                                                | Amichevole                                                             | -                                                                      | 68’                                                                    |
| 4-6-2000                                                               | Lima                                                                   | Perù                                                                   | 0 – 1                                                                  | Brasile                                                                | Qual. Mondiali 2002                                                    | -                                                                      | 65’                                                                    |
| 12-7-2001                                                              | Cali                                                                   | Messico                                                                | 1 – 0                                                                  | Brasile                                                                | Coppa America 2001 - 1º turno                                          | -                                                                      | 46’                                                                    |
| 15-7-2001                                                              | Cali                                                                   | Brasile                                                                | 2 – 0                                                                  | Perù                                                                   | Coppa America 2001 - 1º turno                                          | 1                                                                      | 70’ 90’                                                                |
| 18-7-2001                                                              | Cali                                                                   | Brasile                                                                | 3 – 1                                                                  | Paraguay                                                               | Coppa America 2001 - 1º turno                                          | 1                                                                      | 44’                                                                    |
| 23-7-2001                                                              | Manizales                                                              | Honduras                                                               | 2 – 0                                                                  | Brasile                                                                | Coppa America 2001 - Quarti di finale                                  | -                                                                      |                                                                        |
| 9-8-2001                                                               | Curitiba                                                               | Brasile                                                                | 5 – 0                                                                  | Panama                                                                 | Amichevole                                                             | -                                                                      | 63’                                                                    |
| 15-8-2001                                                              | Porto Alegre                                                           | Brasile                                                                | 2 – 0                                                                  | Paraguay                                                               | Qual. Mondiali 2002                                                    | -                                                                      | 64’                                                                    |
| 5-9-2001                                                               | Buenos Aires                                                           | Argentina                                                              | 2 – 1                                                                  | Brasile                                                                | Qual. Mondiali 2002                                                    | -                                                                      | 89’                                                                    |
| 7-10-2001                                                              | Curitiba                                                               | Brasile                                                                | 2 – 0                                                                  | Cile                                                                   | Qual. Mondiali 2002                                                    | -                                                                      | 46’                                                                    |
| 7-11-2001                                                              | La Paz                                                                 | Bolivia                                                                | 3 – 1                                                                  | Brasile                                                                | Qual. Mondiali 2002                                                    | -                                                                      | 54’                                                                    |
| 14-11-2001                                                             | São Luís                                                               | Brasile                                                                | 3 – 0                                                                  | Venezuela                                                              | Qual. Mondiali 2002                                                    | -                                                                      | 58’                                                                    |
| 27-3-2002                                                              | Fortaleza                                                              | Brasile                                                                | 1 – 0                                                                  | Jugoslavia                                                             | Amichevole                                                             | -                                                                      | 46’                                                                    |
| 17-4-2002                                                              | Lisbona                                                                | Portogallo                                                             | 1 – 1                                                                  | Brasile                                                                | Amichevole                                                             | -                                                                      | 58’                                                                    |
| 25-5-2002                                                              | Kuala Lumpur                                                           | Malaysia                                                               | 0 – 4                                                                  | Brasile                                                                | Amichevole                                                             | 1                                                                      | 46’                                                                    |
| 3-6-2002                                                               | Ulsan                                                                  | Brasile                                                                | 2 – 1                                                                  | Turchia                                                                | Mondiali 2002 - 1º turno                                               | -                                                                      | 67’ 73’                                                                |
| 8-6-2002                                                               | Seogwipo                                                               | Brasile                                                                | 4 – 0                                                                  | Cina                                                                   | Mondiali 2002 - 1º turno                                               | -                                                                      | 46’                                                                    |
| 17-6-2002                                                              | Kōbe                                                                   | Brasile                                                                | 2 – 0                                                                  | Belgio                                                                 | Mondiali 2002 - Ottavi di finale                                       | -                                                                      | 57’                                                                    |
| 26-6-2002                                                              | Saitama                                                                | Brasile                                                                | 1 – 0                                                                  | Turchia                                                                | Mondiali 2002 - Semifinale                                             | -                                                                      | 75’                                                                    |
| 30-6-2002                                                              | Yokohama                                                               | Brasile                                                                | 2 – 0                                                                  | Germania                                                               | Mondiali 2002 - Finale                                                 | -                                                                      | 90’                                                                    |
| 21-8-2002                                                              | Fortaleza                                                              | Brasile                                                                | 0 – 1                                                                  | Paraguay                                                               | Amichevole                                                             | -                                                                      | 46’                                                                    |
| 12-2-2003                                                              | Canton                                                                 | Cina                                                                   | 0 – 0                                                                  | Brasile                                                                | Amichevole                                                             | -                                                                      | 62’                                                                    |
| Totale                                                                 |                                                                        | Presenze                                                               | 61                                                                     |                                                                        | Reti                                                                   | 9                                                                      |                                                                        |

## Palmarès

### Club

#### Competizioni statali
- Campionato paulista: 2

San Paolo: 1998
Palmeiras: 2008

#### Competizioni nazionali
- Coppa di Spagna: 1

Real Betis: 2004-2005

#### Competizioni internazionali
- Coppa CONMEBOL: 1

San Paolo: 1994
- Coppa Master di Coppa CONMEBOL: 1

San Paolo: 1996

### Nazionale
- Coppa America: 1

Bolivia 1997
- Confederations Cup: 1

Arabia Saudita 1997
- Campionato mondiale: 1

Corea del Sud-Giappone 2002

### Individuale
- Equipo Ideal de América: 1

1997
- Miglior giocatore della Confederations Cup: 1

1997